# Gustav Paul

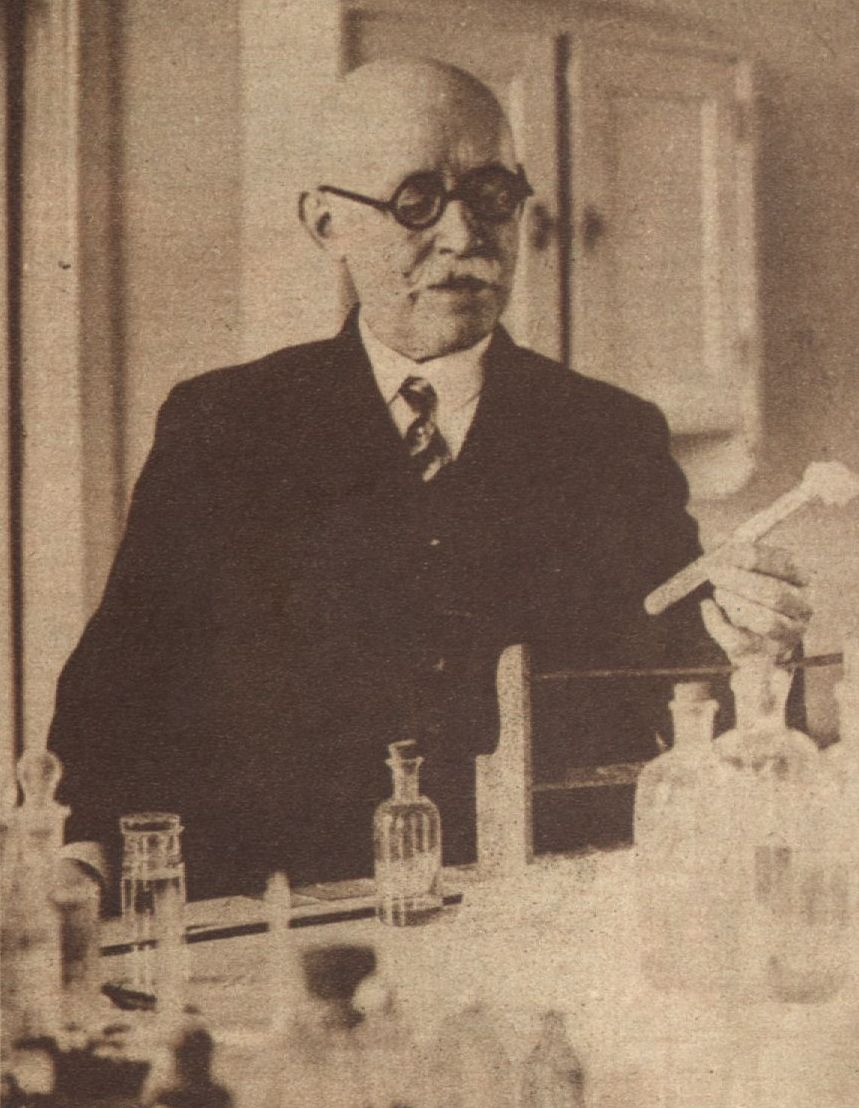
Gustav Paul, fotografiert von Josef Perscheid

Gustav Paul (* 13. Februar 1859 in Proßnitz; † 24. Oktober 1935 in Wien) war ein tschechischer Immunologe und Serotherapeut. Nach ihm ist der Paulsche Versuch, auch Paulsche Probe, ein klassisches Mittel zur Diagnose echter Pocken, benannt. 

## Leben und Wirken
Paul studierte Medizin an der Deutschen Universität Prag. Nach der Promotion im Jahr 1883 arbeitete er von 1884 bis 1888 als erster Assistent von Josef von Maschka am Institut für Gerichtsmedizin in Prag. Danach war er als Amtsarzt in den Bezirkshauptmannschaften Karolinenthal, Horowitz und Aussig tätig. Begleitend hierzu beschäftigte er sich mit der Immunologie, die seinerzeit entstand. In der serologischen Grundlagenforschung beschäftigte er sich insbesondere mit der Verhütung der Pocken.
Wegen seiner Erfolge wurde Paul 1895 Direktor der „Staatlichen Anstalt für Impfstoffgewinnung“ in Wien. Er hatte wesentlichen Anteil an den Planungen für einen Neubau, der 1911 als „Bundesstaatliche Impfstoffgewinnungsanstalt“ eröffnet wurde. Paul arbeitete dort bis zu Pensionierung im Jahr 1925. Während des Ersten Weltkriegs produzierte die Anstalt 35,3 Mio. Einzelportionen eines Pockenimpfstoffs für das komplette Heer Österreich-Ungarns und die Bevölkerung. Die Mitarbeiter der Bundesstaatlichen Impfstoffgewinnungsanstalt beschäftigten sich nicht nur mit der Prophylaxe, sondern entwickelten auch die erste brauchbare Methode zur frühzeitigen Diagnostik der Pocken. So entstand die „Paulsche Probe“, um echte Pockenviren von Windpockenviren zu unterscheiden, mit der ab 1915 großflächig eine (echte) Pockenerkrankung diagnostiziert werden konnte. Dieses Verfahren, das an der Hornhaut von Kaninchen praktiziert wurde, war bis zur Ausrottung der Krankheit im Jahr 1980 bedeutend.
Paul beschäftigte sich darüber hinaus mit der Krankheit des rheumatischen Formenkreises. 1925 erfand er mit dem „Cutivaccine Paul“ eine neuartige therapeutische Methode. An der Militärärztlichen Applikationsschule des Josephinums unterrichtete er Impftechnik und gab Instruktionskurse für Amtsärzte. Außerdem dozierte er an der Wiener Lehrerbildungsanstalt.

## Ehrungen
Paul wurde 1919 zum Hofrat ernannt. Er fungierte als Obmann der Vereine der Amtsärzte Österreich und gehörte dem Landessanitätsrat an.
- St.-Sava-Orden, 3. Klasse (1905)[5]
- Roter Adlerorden, 3. Klasse (1918)[6]
- Orden der Eisernen Krone (Österreich), 3. Klasse (1918)[7]